# Lahai Kemuning
Lahai Kemuning is een bestuurslaag in het regentschap Indragiri Hulu van de provincie Riau, Indonesië. Lahai Kemuning telt 1257 inwoners (volkstelling 2010).